# Berchtesgaden
Berchtesgaden est une commune (Markt) allemande, située dans les Alpes bavaroises. Elle est située à l'extrême sud-est de l'Allemagne et de la Bavière, à 20 km au sud de Salzbourg (Autriche).
Si la ville de Berchtesgaden a été le lieu de résidence privilégiée de la princesse Marie-Élisabeth de Saxe-Meiningen, compositrice et mécène, elle est essentiellement connue pour avoir été le lieu de villégiature d'Adolf Hitler, dès les années 1930. Sa résidence, le Berghof, subit un bombardement aérien le 25 avril 1945 en deux vagues. La première par 275 bombardiers Lancaster de la Royal Air Force escortés par 98 chasseurs P-51 Mustang de la 8th Air Force. La seconde par 825 Boeing B-17 Flying Fortress de la 8th Air Force. Les dégâts matériels furent importants ; les pertes humaines s’élevèrent à 31 morts (selon le journal local).
Le 4 mai, quatre jours après le suicide de Hitler et devant l'avancée des troupes alliées dans la région, les SS mirent le feu à la villa du Berghof. Quelques heures plus tard, la 3e division d'infanterie américaine arriva à Berchtesgaden en compagnie d'une unité de la 2e division blindée française dont des éléments arrivèrent les premiers au Berghof en flammes. Le gouvernement de la République fédérale allemande fit détruire les ruines en 1952.
La sœur d'Adolf Hitler, Paula, vécut les dernières années de sa vie à Berchtesgaden et y mourut dans l'anonymat en 1960.

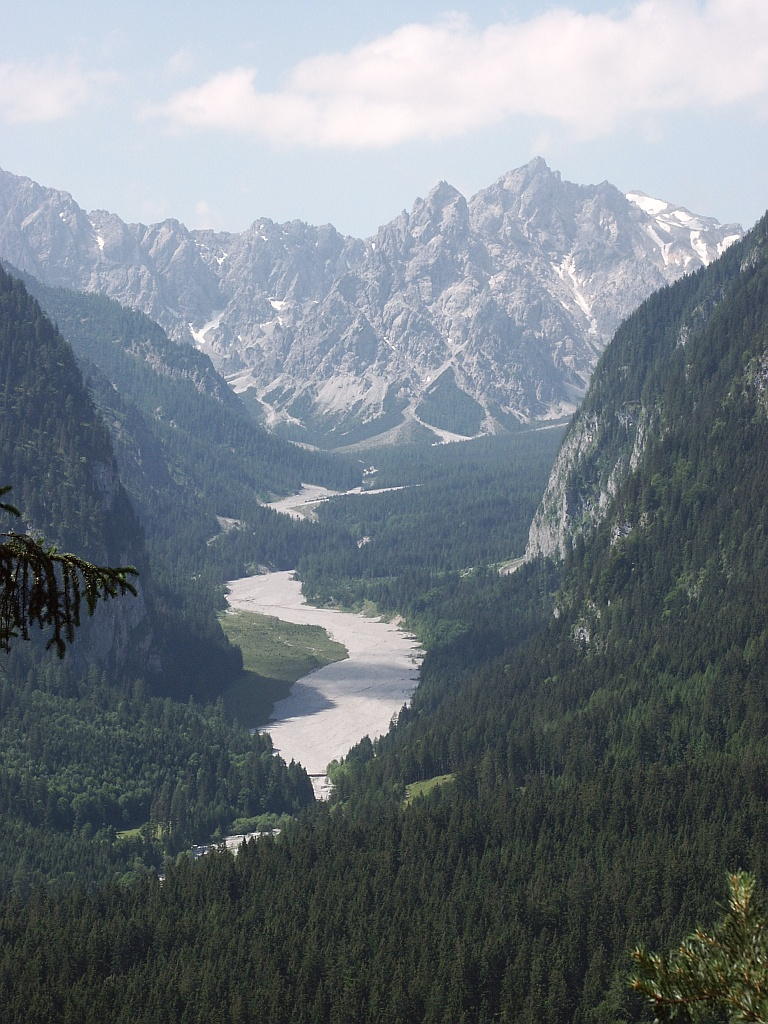
Le Wimbagries entre le Watzmann et le Hochkalter.

## Géographie
Au sud de la ville se trouve la 3e montagne d'Allemagne par sa hauteur : le mont Watzmann (2 713 m).
C'est aussi le nom du parc national de Berchtesgaden (Nationalpark Berchtesgaden), l'un des parcs nationaux allemands qui abrite aussi une réserve de biosphère, gérée avec l'UICN et qui a pour objectif sur plus 6 290 hectares de forêts classée dans la zone centrale du parc de laisser réapparaitre une forêt sauvage (non façonnée par l'homme).

## Lieux et monuments importants
La montagne du Kehlstein (1 835 m), connue pour le « nid d'aigle » (Kehlsteinhaus) placé à son sommet. Le nid d'aigle a été construit comme cadeau pour les 50 ans d'Adolf Hitler par Martin Bormann. À l'issue de la guerre, il est resté relativement intact. Il est accessible par un tunnel piétonnier, puis par un ascenseur d'époque montant dans le rocher sur 124 m.
La route arrivant au tunnel n'est plus accessible qu'en autobus spéciaux que l'on prend à Obersalzberg. Mais uniquement à la belle saison. Rien ne fonctionne en hiver.
- En contrebas du Kehlstein, se trouve le plateau d’Obersalzberg où Adolf Hitler avait établi ses quartiers d'été avec des casernes, sa résidence du Berghof comprenant un bunker. Il y avait aussi un hôtel où les admirateurs du dictateur pouvaient venir pour un Mark par nuitée. Toutes ces installations ont été anéanties par des bombardements ; il n'est resté que le bunker.

Pendant la guerre froide, les forces américaines se sont installées au même emplacement. Aujourd'hui, un très important centre de documentation sur la guerre et le régime nazi existe ; il abrite l'accès au bunker que l'on peut aussi visiter.
- Grande curiosité naturelle : le lac Königssee où l'on visite l'église de Sankt Bartholomä et au bout d'un lac, un chemin piétonnier accède à un autre lac, l'Obersee.
- Une grande attraction : la saline (Salzbergwerk) avec un parcours touristique modernisé en 2007, allant de l'habillage en tenue de mineur, le petit train, les toboggans en bois, la traversée du lac souterrain salé en barque.

Exploitées à partir de 1517, les mines de sel assurèrent la prospérité de la région et des chanoines qui en exploitaient les droits. La roche saline est lessivée par des amenées d'eau douce. La saumure obtenue, contenant 27 % de sel, est évacuée vers Bad Reichenhall pour y être raffinée.
- Le château royal. L'ancien prieuré des chanoines devint, à l'époque des abbés commendataires, un palais fastueux. À partir de 1923, il fut habité par le prince héritier Rupert, ancien généralissime des troupes bavaroises durant la Première Guerre mondiale et chef de la maison de Wittelsbach jusqu'à sa mort en 1955.

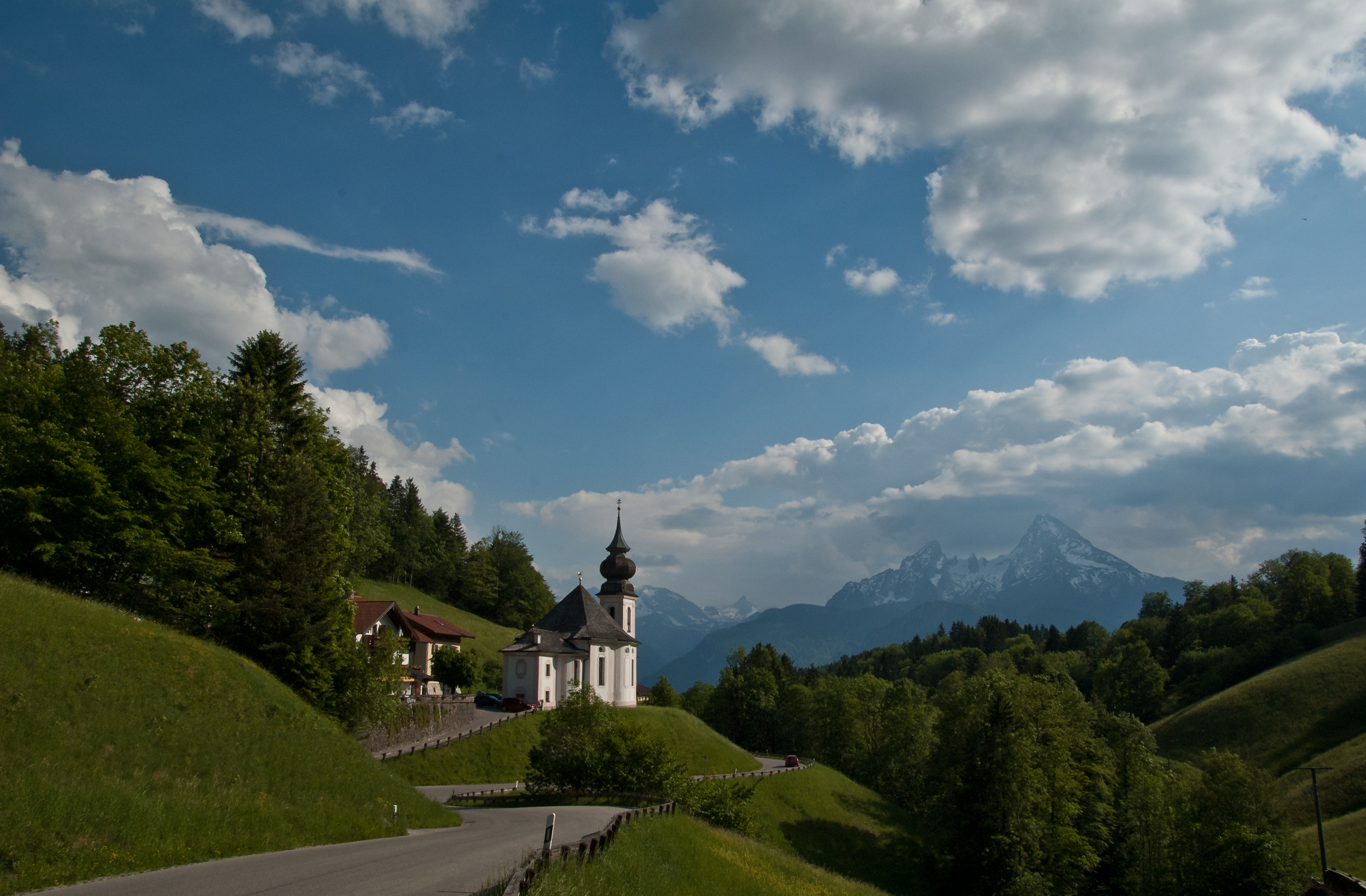

Au pied du Watzmann, le village de Maria Gern a été incorporé à Bertchtesgaden en 1972. Une église de pèlerinage typique de la région date du premier quart du XVIIIe siècle.

## Sports

### Sports d'hiver
La ville était candidate pour organiser les jeux olympiques d'hiver de 1992, sans succès : c'est Albertville qui a finalement été choisie. Il s'agit également de la station qui a accueilli la toute première épreuve masculine de la première édition de la Coupe du monde de ski alpin en 1967 (un slalom remporté par l'Autrichien Heinrich Messner le 5 janvier 1967).

### Autres
La course de côte Rossfeld - Berchtesgaden s'est disputée sur place entre 1958 et 1977.

## Galerie

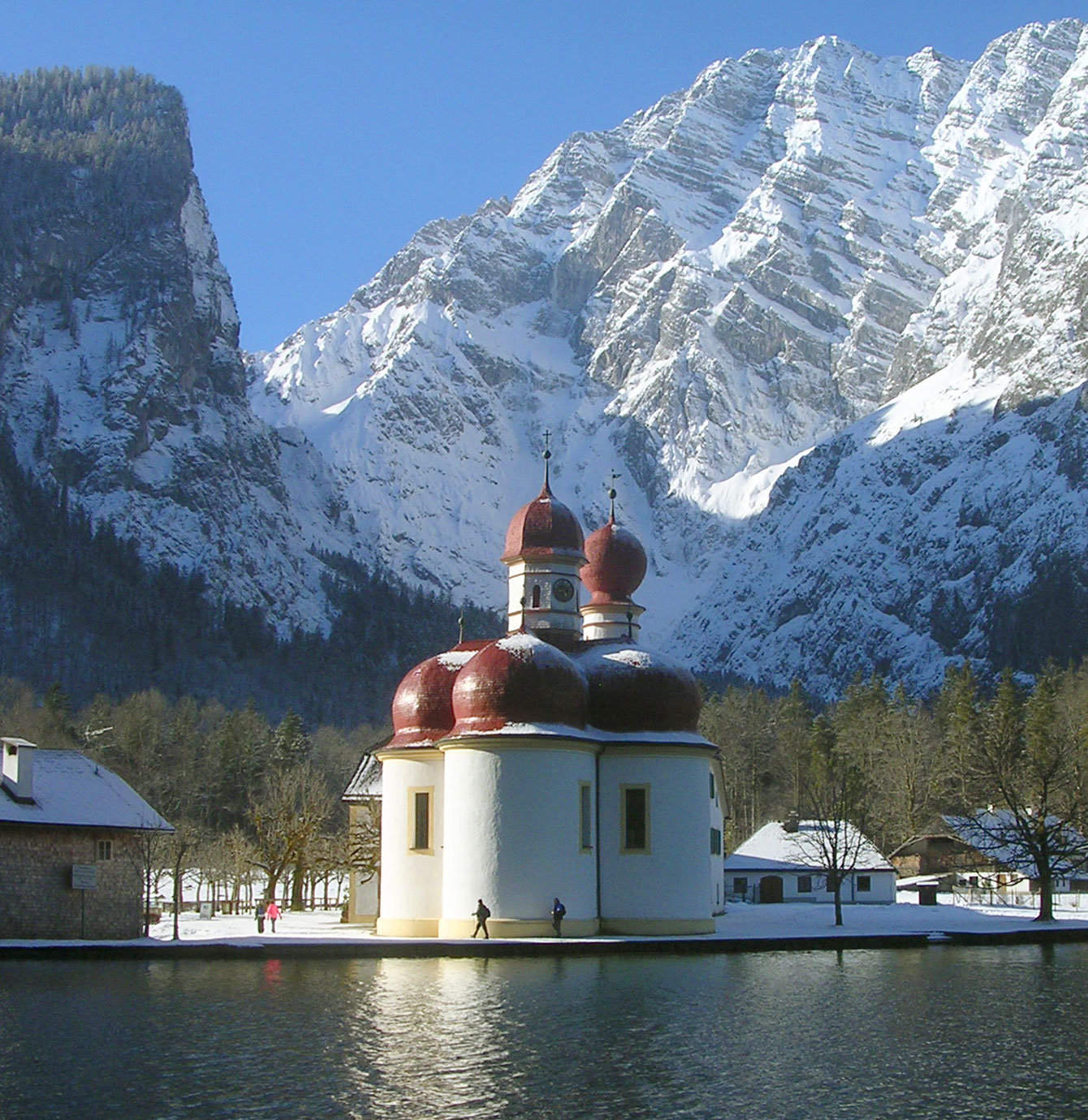
L'église S. Bartholomä au Königssee.
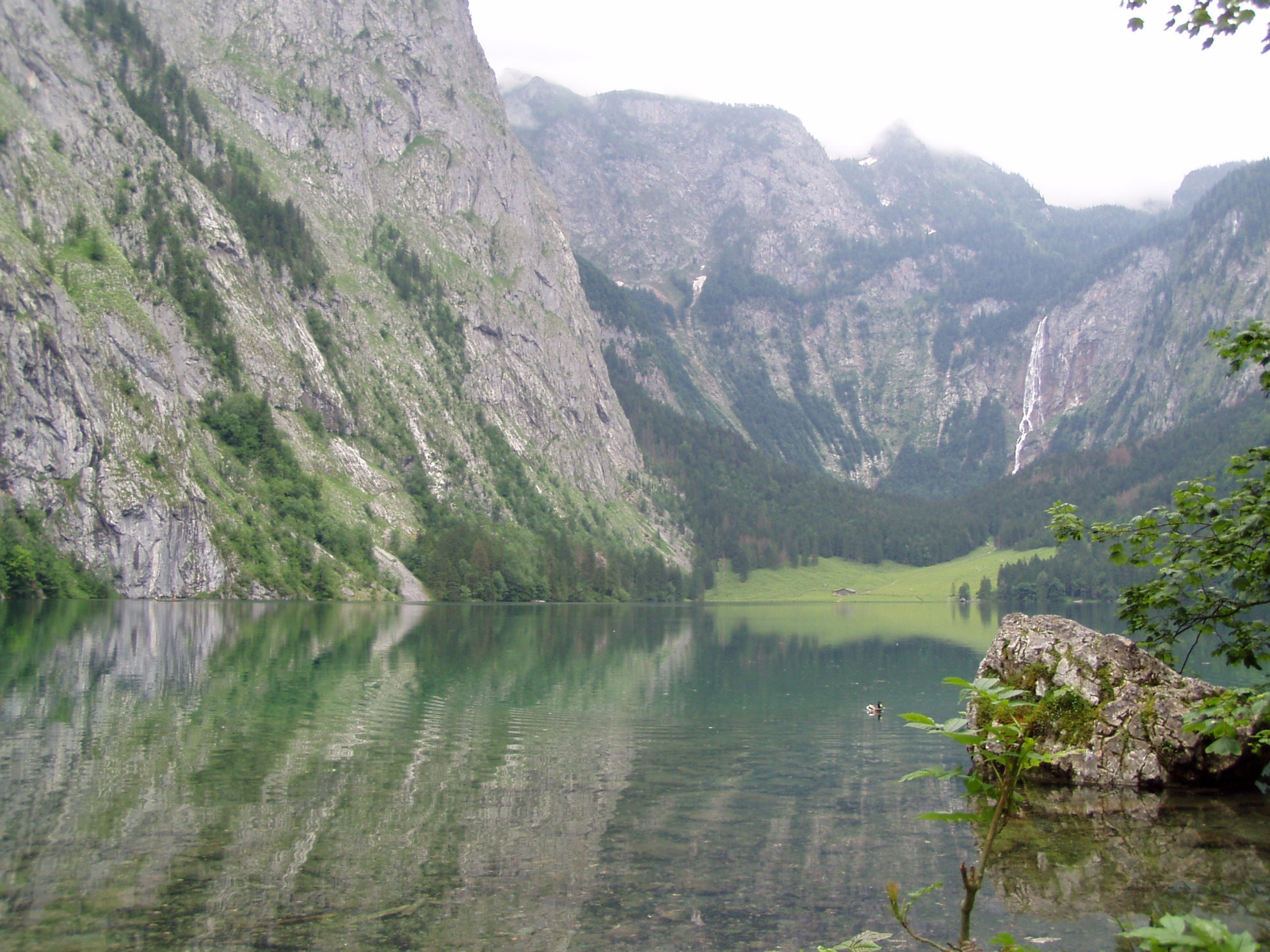
L'Obersee au bout du Königssee avec la cascade.
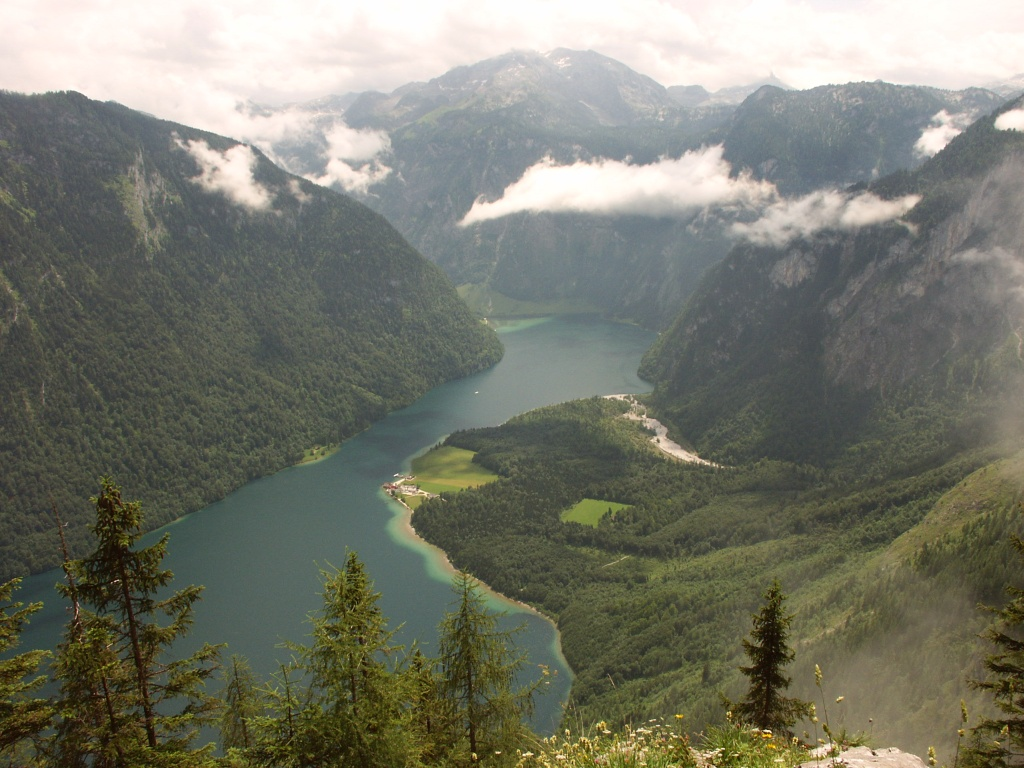
Le Königssee.
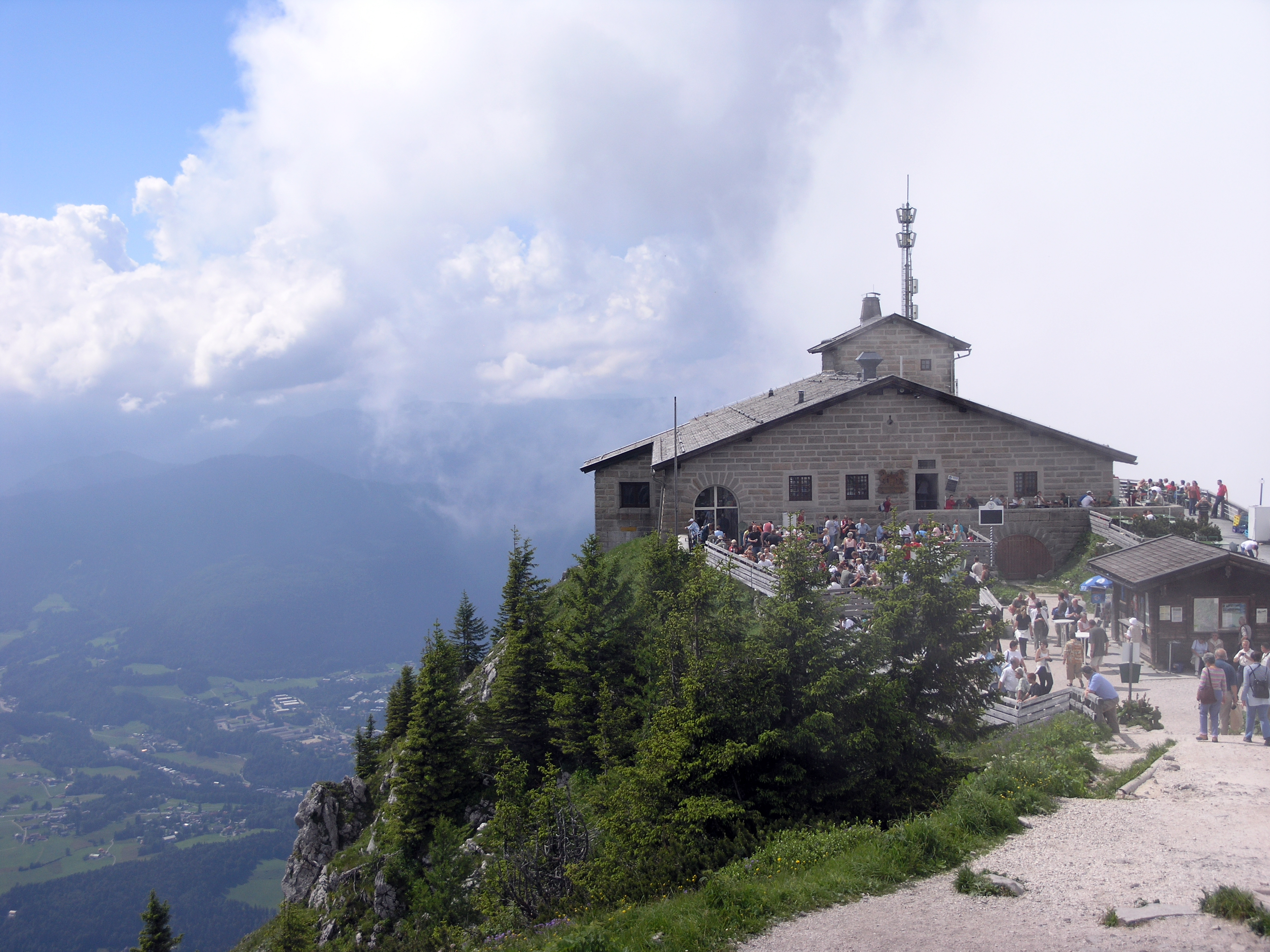
La Kehlsteinhaus.
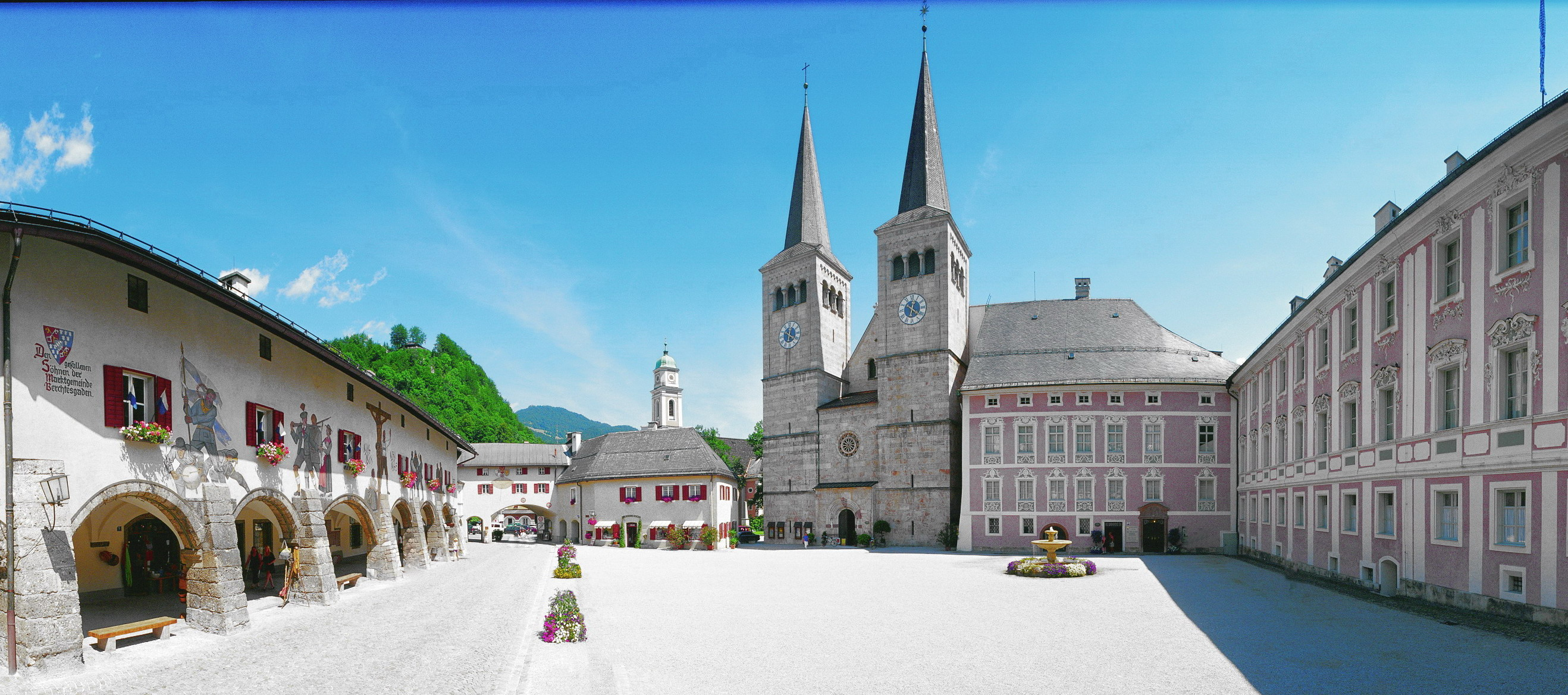
L'ancienne abbaye, depuis 1810 château de la maison royale de Wittelsbach.
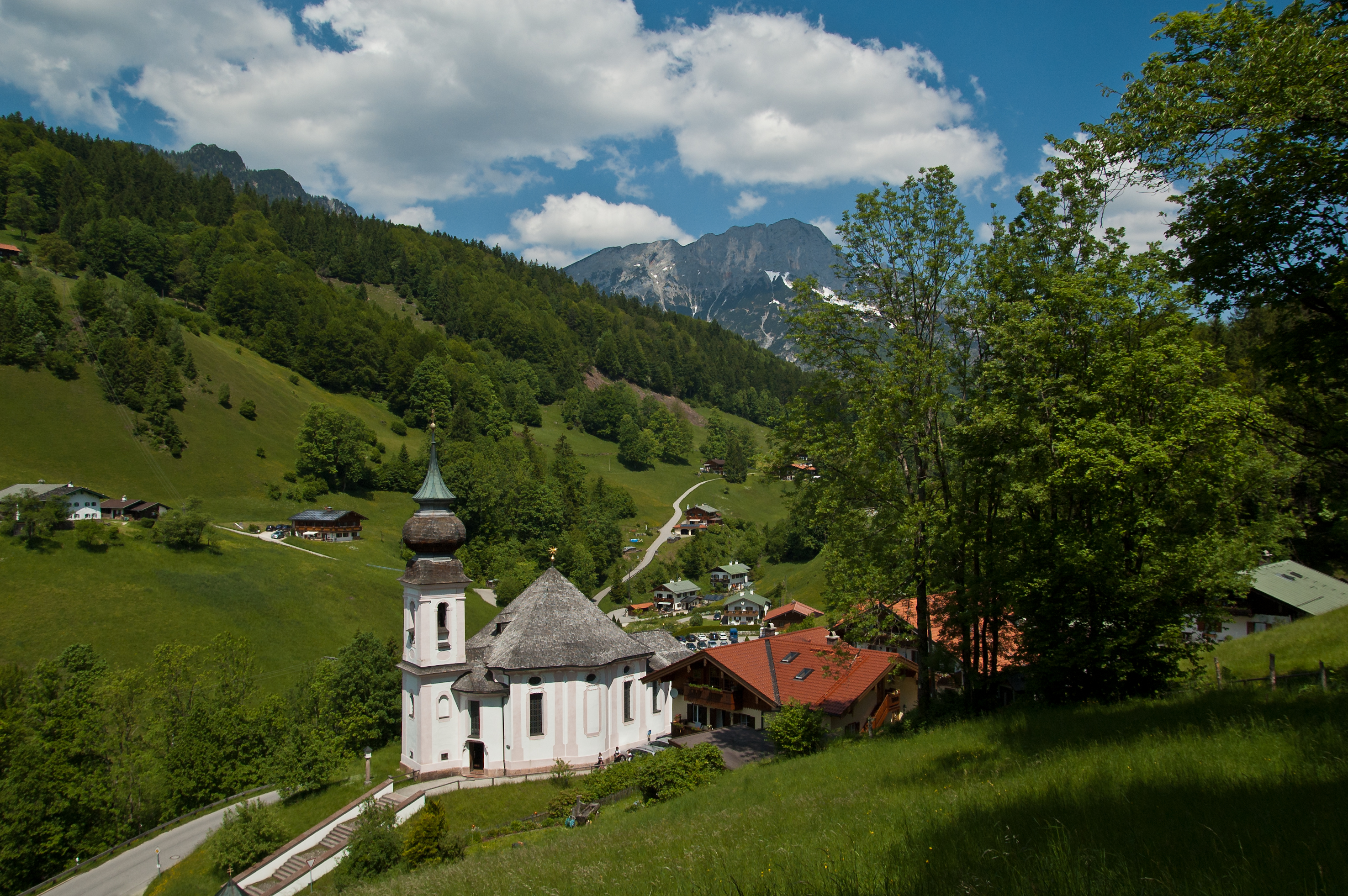
Le village de Maria Gern et son église du XVIIIe siècle.
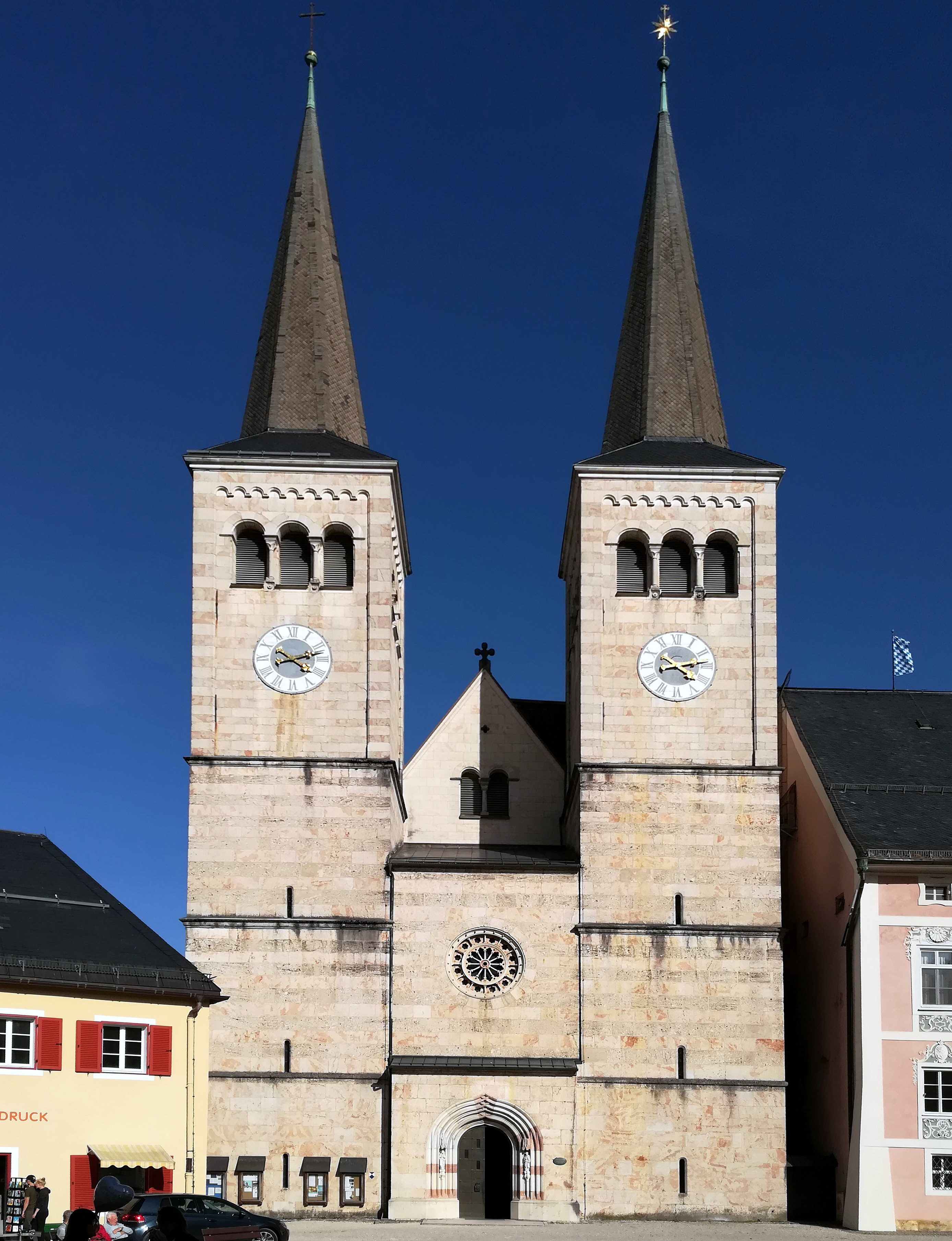
Église Saint-Pierre-et-Saint-Jean-Baptiste de Berchtesgaden